# Resolució 1983 del Consell de Seguretat de les Nacions Unides
La Resolució 1983 del Consell de Seguretat de les Nacions Unides fou adoptada per unanimitat el 7 de juny de 2011. Després de recordar les trobades sobre el VIH/SIDA a Àfrica i als mandats de les operacions de manteniment de la pau, així com a les resolucions 1308 (2000), 1325 (2000), 1820 (2008) 1888 (2009), 1889 (2009), 1894 (2009) i 1960 (2010), el Consell va encoratjar la inclusió de la prevenció, el tractament, la cura i el suport a la prevenció del VIH / SIDA en els seus mandats de manteniment de la pau.
L'adopció de la Resolució 1983 va marcar la segona vegada que el Consell de Seguretat va discutir el VIH/SIDA i l'impacte sobre la pau i la seguretat internacionals. La resolució, presentada per Gabon, va arribar abans d'una reunió d'alt nivell de tres dies sobre la resposta de la comunitat internacional al VIH/SIDA.

## Resolució

### Observacions
Al Consell de Seguretat li preocupava que des de l'inici de l'epidèmia de VIH fa 30 anys, més de 60 milions de persones havien estat infectades, 25 milions havien mort i 16 milions de nens eren orfes per la sida. Va reconèixer que la qüestió requeria una "resposta global excepcional i completa", ja que suposava una amenaça per a totes les societats. Els membres del Consell van emfatitzar el paper de l'Assemblea General de les Nacions Unides i del Consell Econòmic i Social de les Nacions Unides per abordar el VIH/SIDA. El Programa Conjunt de les Nacions Unides sobre el VIH/sida (ONUSIDA) va ser elogiat per la seva resposta al VIH/SIDA en fòrums apropiats.
El preàmbul de la resolució va reconèixer l'impacte que el VIH/SIDA tenia en la societat, especialment en situacions de conflicte i postconflicte a través de moviments massius de persones, violència sexual i accés limitat a l'atenció mèdica. El Consell va assenyalar, per tant, que era important posar fi a la violència relacionada amb conflictes i empoderar les dones per reduir el risc d'exposició al VIH. També hi havia preocupació per l'augment de les qüestions relacionades amb la salut per part del personal de les Nacions Unides. A més, la protecció dels civils per part de les operacions de manteniment de la pau de les Nacions Unides podria contribuir a lluitar contra el VIH/SIDA i va acollir amb satisfacció les iniciatives dels països per implementar el tractament, l'atenció, la prevenció i el suport del VIH.

### Actes
Els membres del Consell van destacar que calia una acció urgent per frenar l'impacte de l'epidèmia de VIH en situacions de conflicte i postconflicte, a través d'iniciatives locals, nacionals, regionals i internacionals. El Consell va assenyalar la "càrrega desproporcionada" del VIH/SIDA sobre les dones que continuava afectant la igualtat de gènere i l'empoderament de les dones i van instar l'assistència en aquest context.
La resolució va reconèixer que les operacions de manteniment de la pau de les Nacions Unides eren factors importants en la resposta contra el VIH/SIDA i va acollir amb beneplàcit la seva inclusió en els seus mandats de manteniment de la pau i va insistir que calia donar suport contra l'estigma social i la discriminació associada a la malaltia. Es va instar al Secretari General a considerar una varietat de problemes relacionats amb el VIH/sida en les seves activitats relacionades amb la prevenció i resolució de conflictes, i enfortir els esforços per implementar la política de tolerància zero en l'explotació sexual.
El Consell de Seguretat va encoratjar l'ús de la prevenció, el tractament, l'atenció i el suport del VIH en les seves missions de manteniment de la pau, com ara assessorament, programes de proves i assistència a institucions nacionals; calia intensificar aquests esforços, d'acord amb la resolució. Finalment va ser ben acollida i encoratjada la cooperació entre els estats en el paper de la prevenció, el tractament, l'atenció i suport del VIH/SIDA.